# Motorjoke
Motorjoke var en svensk punkgrupp från Timrå aktiva 1982-1994. Hette från början Lös Skoit (dialektalt för lös skit) och fick en av sina tidiga låtar inspelade av Krunch på deras skiva Mys & Kel (1985). Motorjokes mest framgångsrika skiva var Tokfursten som fick fina recensioner i USA och även playlistades på åtskilliga collegeradiostationer. Rille Himmerlid spelade även i hardcorepunkpionjärerna Krunch och kom med i bandet 1989 då Krunch låg i träda. År 2009 avled bandet gitarrist Thomas Holmberg.Bandet återförenades 2012 med Daniel Höglund på gitarr för releasepartyt för samlingen Motorjoke 1983-1993. I maj 2013 släpptes samlingen Elchock där Indian Sunburn och A New Way To Flavour gjorde covers på två Motorjoke-låtar - Smak av vinden och Hur kör du.

## Medlemmar
- Rolle Himmerlid – gitarr, trummor och kör
- Thomas Holmberg – gitarr, sitar, tvärflöjt och bas
- Anders Wirmén - sång, bas och slagverk
- Rille Himmerlid – trummor och slagverk
- Anders Olsson - bas (1992-1994)

## Diskografi

### album
- 1989 Tokfursten (Massproduktion, Mass M-38)
- 1991 Barflugan (Massproduktion, Mass LP-45)

### Singlar och EP
- 1985 Pinnen rullar till Peking EP

### Samlingar
- 1990 The Swedish Stand - medverkar med en låt (Sinderella)
- 2011 Motorjoke 1983-1993 - dubbelCD  (Massproduktion, Mass CD-116)